# 天柱山
天柱山是位于安徽省安庆市潜山的山脉，因主峰如柱倚天而得名。天柱山又名皖山、皖公山，古称霍山、衡山，有“江淮第一山”、“古南岳”之称。天柱山为古皖文化荟萃地。
天柱山呈现出奇峰、怪石、幽洞、峡谷等自然景观，以雄、奇、灵、秀而著称于世。天柱山内植被繁茂，森林覆盖率高达97%，享有“空气维他命”美称的负氧离子是国家最高的Ⅰ级标准的三倍。唐代大诗人白居易在《题天柱峰》一诗中赞美：“天柱一峰擎日月，洞门千仞锁云雷。
天柱山座落于大别山南麓与长江中下游平原交汇处，主要山体距安徽省安庆市潜山市区西北9公里。风景区总面积333（主景区82.46）平方公里，是首批国家级重点风景名胜区、国家森林公园。全山有45峰、17岭、18崖、14岩、25洞、86怪石、18瀑、17泉、7关寨、2寺观、有植物119科、1000种以上。

## 文化

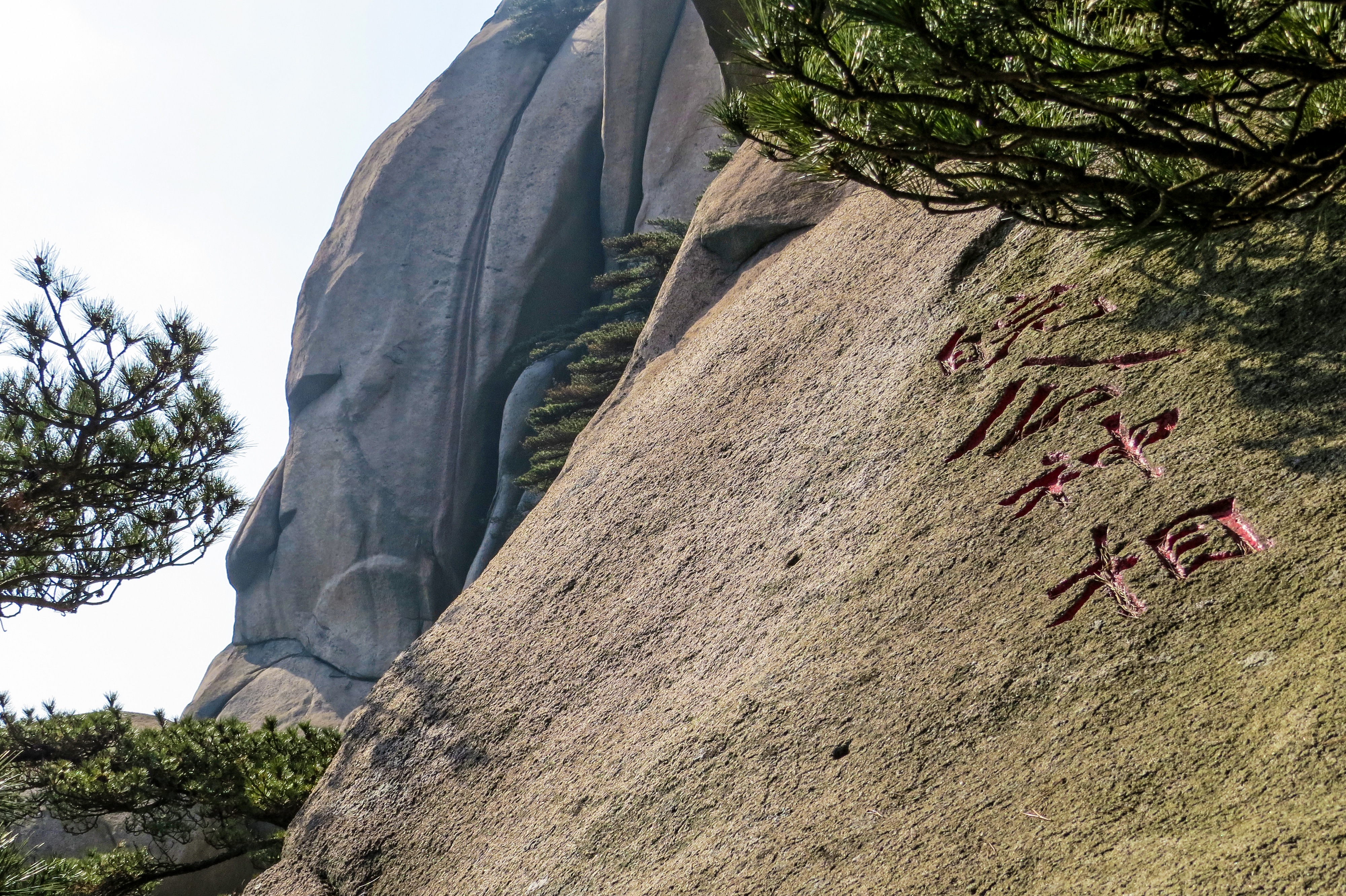
天柱山神秘谷的皖公神像

据说，称万岁山是因汉武帝元封五年(西元前106年)南巡时，亲临皖山设台祭岳，敕封皖山为“南岳”，被誉为“江南第一山”。又因春秋时为皖国封地，山名皖山，水名皖水；旧称山南为皖南，山北为皖北；安徽省简称“皖”即源于此，所以又称为安徽的“源头山”。在祭岳时，人群高呼万岁，所以将此山称为万岁山。后隋文帝诏废，隋唐以后，南岳改为衡山。
唐代大诗人李白曾写了一首赞美天柱山风景奇秀的诗“江上望皖公山”（皖公山即天柱山），诗云：“奇峰出奇云，秀木含秀气。清晏皖公山，巉绝称人意......”

## 形成
1.28亿年前早白垩世，燕山运动使地壳下部炽热的岩浆侵入到距地表数千米的地壳深处，形成了“地下天柱山”。 约6000万年前古近纪时期，受太平洋板块活动影响，斜贯天柱山地区的郯庐断裂带持续活动，西侧抬升，花岗岩体出露地表，并使超高压变质带重见天日。

## 宗教
前106年，汉武帝南巡，登临天柱，封为“南岳”，由此直至隋开皇九年（589年），隋文帝才将衡山封为南岳，儘管如此，天柱山仍历代均有加封，备受世人仰慕，但北京地坛皇祇室的「天柱山之神」的神位，指的是瀋陽的天柱山，是為清朝「五陵山神」，而非此安徽的天柱山。
早在唐宋时期，佛、道两教视此为“洞天福地”，争相建观造刹，传道布经。当年佛教禅宗三祖僧璨在此以禅之妙义悟世，安贫乐道，传钵立化的遗迹仍依晰可见。而今三祖寺殿宇林立，香烟缭绕，已成为全国重点寺庙。
天柱山与佛教、道教都有关联，比如道家把全中国的奇山归纳为36洞天、72福地。天柱山就是第 14洞天、57福地.佛教禅宗也与天柱山颇有渊源，禅宗达摩祖师后的二祖、三祖都曾在天柱山修行，南北朝的梁朝时，天柱山山谷寺显赫一时，僧众甚多，俨为四海名刹. 到了唐、宋时期，天柱山依然盛名不减，李白、白居易、苏轼、王安石、黄庭坚等文人墨客都登临此山，遗留下近400方摩崖碑刻，既可怀古，又是学习、欣赏书法的绝佳范本。

## 主要景点
- 茶庄中心接待站
- 船形石
- 大天门
- 后山景观
- 孔雀坟与刘家山
- 炼丹湖 	龙潭河
- 马祖庵
- 摩崖刻石
- 三祖寺
- 神秘谷
- 石牛古洞
- 试心桥(渡仙桥)
- 太平寺
- 天宁寨
- 天柱峰
- 西关寨
- 仙桃石
- 薛家岗古文化遗址